# Ayhan Karayusuf
Ayhan Karayusuf (griechisch Αϊχάν Μεμέτ Καρά Γιουσούφ Aïchán Mechmét Kará Giousoúf, * 12. August 1963 in Amaranda (Yahyabeyli), Maronia-Sapes) ist ein griechischer Zahnarzt sowie Politiker der linken Partei Syriza.
Ayhan Karayusuf entstammt der türkischen Minderheit in Westthrakien. Er besuchte bis 1988 die zahnmedizinische Fakultät der Universität Istanbul und wirkte von 1996 bis 1999 als Direktoriumsmitglied der „Zahnärzte-Vereinigung der Rhodopen“.
Im Jahre 1994 wurde er Mitglied der Partei Synaspismos und wurde in den Gemeinderat der damaligen Gemeinde Maronia gewählt. Bei der Parlamentswahl vom Mai 2012 hingegen wurde er als Mitglied der Syriza-Partei für den Wahlkreis Rodopi in das griechische Parlament gewählt, bei den Neuwahlen im Juni behielt er seinen Abgeordnetensitz. Bei den Wahlen im Januar 2015 und bei den Neuwahlen im September wurde er wiedergewählt.